# Das Nest (Fernsehserie)
Die Fernsehserie Das Nest schildert das Leben in einer WG. Die von der ARD produzierten zwei Staffeln liefen 1989 und 1992 im Vorabendprogramm.

## Handlung
Lebenskünstler und Frauenheld Theo Augustin besitzt eine herrliche Altbauwohnung in Wiesbaden und hat finanzielle Probleme. Um sein Budget etwas aufzubessern nimmt er die gut situierte Hotelangestellte Susanne Fuchs, die sich gerade von ihrem Mann getrennt hat, als Mitbewohnerin auf. Weitere Mitglieder der WG werden Oskar Wagner, der Theo die Wohnung renoviert hat ohne dafür entlohnt zu werden und nun seine Unkosten „abwohnt“, und die italienische Studentin Pia Lazzaroni, die gerade ihre große Liebe verloren hat. Um diese vier Bewohner des „Nestes“ drehen sich die 26 Episoden der ersten Staffel. Zu Beginn der zweiten Staffel kehrt Susanne zu ihrem Mann zurück und Hanna Schneider nimmt zeitweise ihren Platz ein, bis sie in Folge 43 durch Vivian Schubert ersetzt wird. Pia geht zurück nach Italien, statt ihrer ergänzt die ungarische Schauspielschülerin Katalin Puskas die illustre Wohngemeinschaft.

## Schauspieler und Rollen
Die folgende Tabelle zeigt die Hauptdarsteller. Daneben waren auch namhafte  Gastdarsteller wie Radost Bokel, Robert Atzorn, Herbert Bötticher, Katja Flint, Hannes Jaenicke, Heiner Lauterbach, Angela Roy, Roswitha Schreiner, Oliver Stritzel, Rolf Zacher, Helmut Zierl, Joachim Król, Jan Fedder und Hannelore Elsner dabei.
| Schauspieler      | Rolle           | Episoden |
| ----------------- | --------------- | -------- |
| Christoph M. Ohrt | Theo Augustin   | 52       |
| Peter Zilles      | Oskar Wagner    | 52       |
| Chiara Caselli    | Pia Lazzaroni   | 31       |
| Ulrike Kriener    | Susanne Fuchs   | 27       |
| Judit Földesi     | Katalina Puskas | 20       |
| Marita Marschall  | Hanna Schneider | 17       |
| Michaela May      | Vivian Schubert | 10       |
| Alfred Edel       | Hausmeister     | 4        |
| Jürgen Schornagel | Herr Dippel     | 4        |

## Episoden
| Folge | Titel in Staffel 1       | Ausstrahlung     |
| ----- | ------------------------ | ---------------- |
| 1     | Nur vorübergehend?       | 10. Januar 1989  |
| 2     | Es geht ums Prinzip      | 17. Januar 1989  |
| 3     | Gut gemeint              | 24. Januar 1989  |
| 4     | Zwei Ohrfeigen           | 31. Januar 1989  |
| 5     | Der Hochzeitstag         | 7. Februar 1989  |
| 6     | Kuckucksei               | 14. Februar 1989 |
| 7     | Glänzende Geschäfte      | 21. Februar 1989 |
| 8     | Pia hat Geburtstag       | 28. Februar 1989 |
| 9     | Der Gast                 | 7. März 1989     |
| 10    | Papa Lazzaroni           | 14. März 1989    |
| 11    | Der Abenteurer           | 21. März 1989    |
| 12    | Freunde                  | 28. März 1989    |
| 13    | Abschiede                | 4. April 1989    |
| 14    | Die Kündigung            | 11. April 1989   |
| 15    | Glück im Unglück         | 18. April 1989   |
| 16    | Die Erbtante             | 25. April 1989   |
| 17    | Gesundheit               | 2. Mai 1989      |
| 18    | Die Frau gegenüber       | 9. Mai 1989      |
| 19    | Der Pappenheimer         | 16. Mai 1989     |
| 20    | Die Musterfamilie        | 23. Mai 1989     |
| 21    | So lernt man sich kennen | 30. Mai 1989     |
| 22    | Kinder Kinder            | 6. Juni 1989     |
| 23    | Die Traumfrau            | 13. Juni 1989    |
| 24    | Die kleine Theresa       | 20. Juni 1989    |
| 25    | Alles für die Katz       | 27. Juni 1989    |
| 26    | Für eine Nacht geht’s    | 4. Juli 1989     |

| Folge | Titel in Staffel 2     | Ausstrahlung     |
| ----- | ---------------------- | ---------------- |
| 27    | Zärtliche Scheidung    | 8. Januar 1992   |
| 28    | Ein Pfand von Hanna    | 8. Januar 1992   |
| 29    | Wandlungen             | 15. Januar 1992  |
| 30    | Baby im Nest           | 15. Januar 1992  |
| 31    | Auf den Hund gekommen  | 22. Januar 1992  |
| 32    | Ein ideales Paar       | 22. Januar 1992  |
| 33    | Die Zimmerlinde        | 29. Januar 1992  |
| 34    | Diebe unter uns        | 29. Januar 1992  |
| 35    | Das Spiegelei          | 5. Februar 1992  |
| 36    | Drei sind einer zuviel | 5. Februar 1992  |
| 37    | Die Hamburger          | 12. Februar 1992 |
| 38    | Der Penner             | 12. Februar 1992 |
| 39    | Der Feuerteufel        | 19. Februar 1992 |
| 40    | Nesthocker             | 19. Februar 1992 |
| 41    | Urlaubsreif            | 26. Februar 1992 |
| 42    | Motorraddiebe          | 26. Februar 1992 |
| 43    | An der Angel           | 4. März 1992     |
| 44    | Die Wanzen             | 4. März 1992     |
| 45    | Schatzsuche            | 11. März 1992    |
| 46    | Andere Umstände        | 11. März 1992    |
| 47    | Lieber Besuch          | 18. März 1992    |
| 48    | Der Dieb               | 18. März 1992    |
| 49    | Das noble Geschenk     | 25. März 1992    |
| 50    | Blaue Augen            | 25. März 1992    |
| 51    | Frau am Steuer         | 1. April 1992    |
| 52    | Der Zahn der Zeit      | 1. April 1992    |